# Куна, Генрик
Ге́нрик Ку́на (пол. Henryk Kuna; 6 ноября 1879, по другим сведениям 1885, Варшава — 17 декабря 1945, Торунь) — польский скульптор и живописец, профессор скульптуры в виленском Университете Стефана Батория; муж актрисы Эвы Куниной.

## Биография

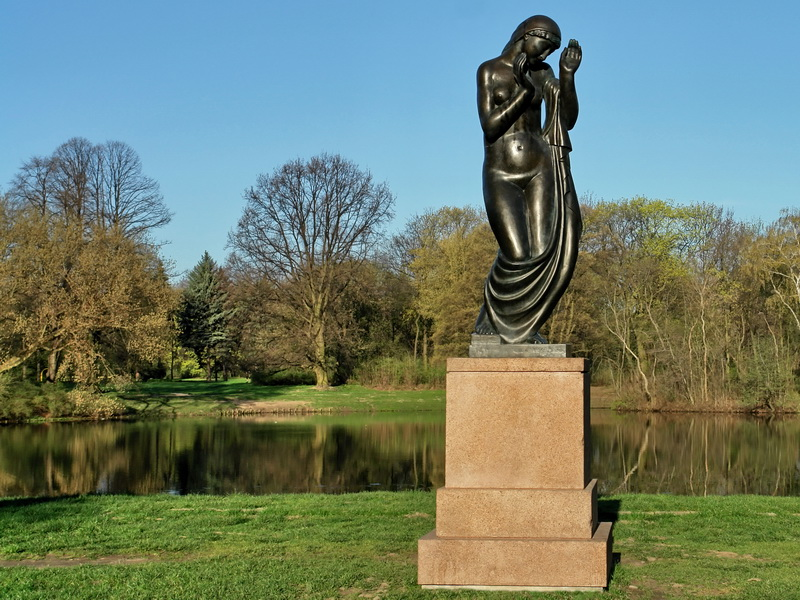
«Ритм» в Скарышевском парке (Варшава)

Родился в 1879 году в Варшаве в ортодоксальной еврейской семье. В ранней молодости учился в раввинских школах в Груйце и Цехануве.
Увлечение скульптурой повлекло отдаление от иудаизма, запрещающего изображать людей и животных. Около 1900 года начал учиться скульпторе в Варшаве в студии Пиюса Велёнского, затем в 1902—1904 годах в Академии художеств в Кракове под руководством Константина Ляшчки. В 1903 году получил награду академического конкурса за скульптуру из цикла Смерть. В 1908 году несколько недель провёл у Элизы Ожешко в Гродно. Совершенствовался в Париже (1903, 1910—1912; в мастерской каменщика в качестве работника осваивал резьбу и тесание камня и мрамора). Интересовался кубизмом и неоклассицизмом. С 1912 года жил в Варшаве.
В 1915 году перешёл в католическую веру. В 1921 году стал одним из основателей неформальной Ассоциации польских художников «Ритм», существовавшего в 1922—1932 годах. В первой половине 1924 года вёл курс скульптуры для художников в Школе изящных искусств в Варшаве, затем выехал в Париж. В 1924—1930 годах жил в Париже. Участвовал в международных выставках.
С 1932 года или 1936 года) был профессором скульптуры Университета Стефана Батория в Вильно. На занятия приезжал из Варшавы.
Уцелел во время Второй мировой войны, скрываясь в Варшаве и других городах; пережил тяжёлую болезнь. В 1945 году был назначен профессором скульптуры в Университете Николая Коперника в Торуни, но умер 17 декабря 1945 года ещё до вступления в должность. Похоронен на Аллее заслуженных на кладбище Старые Повонзки в Варшаве.

## Творчество

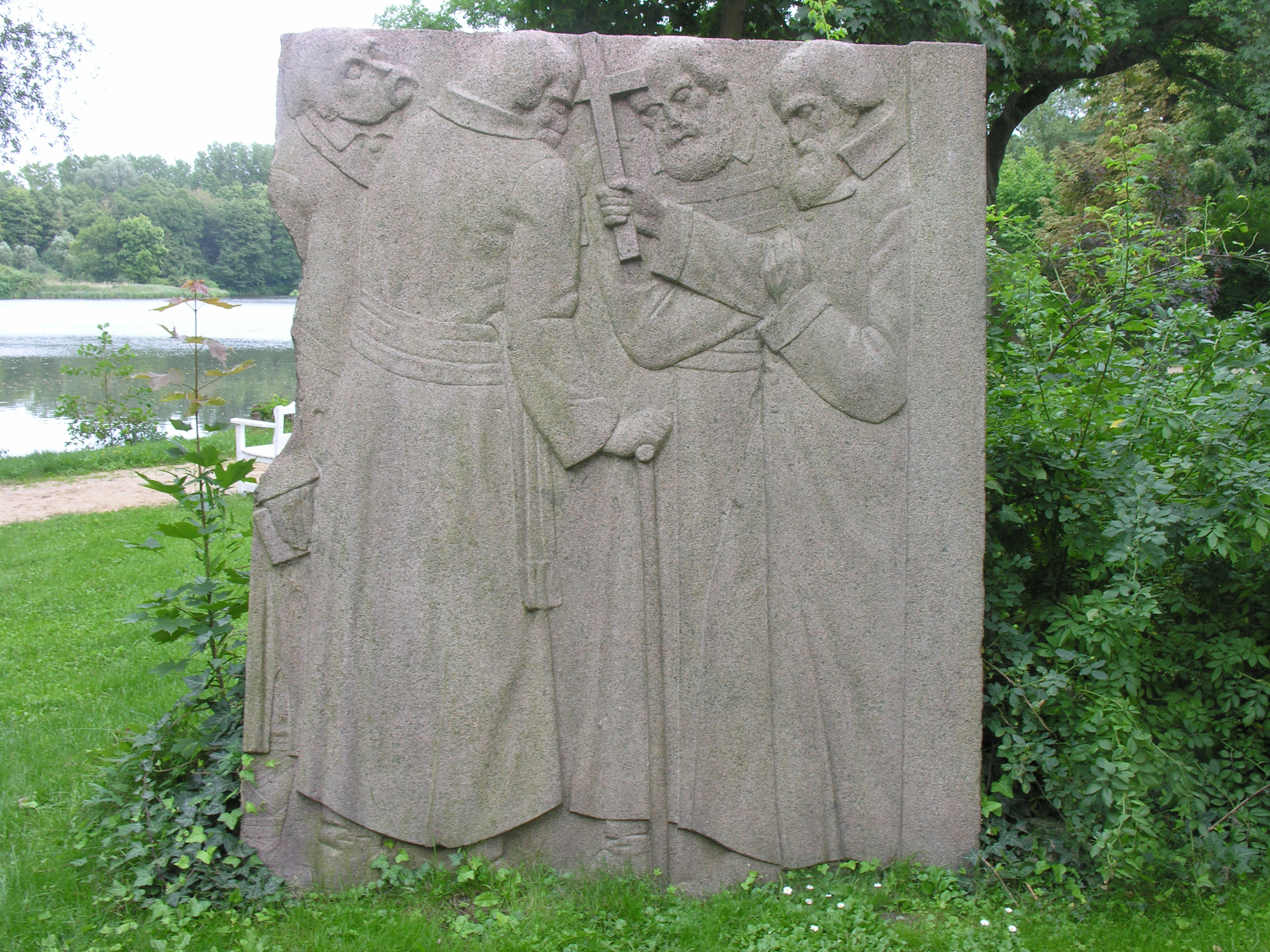
Барельеф нереализованного памятника Мицкевичу (парк в Радзеёвицах)

Ранние работы Куны, главным образом моделировавшиеся в глине или гипсе и отливавшиеся в бронзе, представляют собой большей частью портретные студии с ощутимым влиянием импрессионистической скульптуры. Во время своего второго пребывания в Париже столкнулся с творчеством Аристида Майоля и испытал его влияние. Заинтересовался также античной, средневековой, буддийской скульптурой. Индивидуальный стиль скульптора сложился в 1919—1930 годах. Он близок неоклассицизму и отличается компактностью форм, подчёркнутой ритмичностью композиции, склонностью к мягким линиям, гладкой поверхности, закруглённым плоскостям.

После 1930 года Куна занимался преимущественно скульптурными портретами и монументальной скульптурой. Создал скульптурные портреты государственных деятелей (Юзефа Пилсудского, Эдварда Рыдз-Смиглого), писателей (Казимежа Вежинского).
Одна из его скульптур из серии «Ритм» создавалась на протяжении нескольких лет, начиная с 1925 года и была закончена в 1929 году. Она установлена в Скарышевском парке в Варшаве.
В 1931 году проект Куны выиграл очередной, уже пятый по счёту, конкурс на памятник Адаму Мицкевичу в Вильно. По замыслу скульптора, памятник должен был изображать поэта в фигуре пилигрима, установленной на высоком цоколе (статуя высотой в 6 метров). Цоколь предусматривался облицованным двенадцатью гранитными плитами с барельефами (расположенными в 3 ярусах), изображающими сцены из драматической поэмы Мицкевича «Дзяды». В 1933 году были готовы деревянная модель статуи и гипсовые отливки барельефов.. Памятник предполагалось открыть в 1935 году. Однако проект Куны не был реализован: сначала создание памятника задерживалось из-за резкой критики виленской печати, вызвавшей приостановку финансирования, затем работы прервала начавшаяся война. Семь сохранившихся в Вильнюсе барельефов использованы в ансамбле современного памятника Мицкевичу в Вильнюсе.
В 1937 году выиграл конкурс на памятник Пилсудскому в Варшаве, который также не был реализован. Во время немецкой оккупации и после войны занимался почти исключительно живописью (религиозные сцены, портреты, фигурные композиции).
Произведения Куны хранятся в Национальном музее в Варшаве и других музеях.